# 大正自由教育運動
大正自由教育運動（たいしょうじゆうきょういくうんどう）とは、19世紀末期から20世紀初期にかけて欧米で活発化していた新教育運動（新教育）が、日本にも輸入され、1920年代から1930年代前半にかけて起こった運動。別名を教育改造運動・新教育運動という。

## 概要
それまでの画一的で型にはめたような教育のスタイルから、子どもの関心や感動を中心に、より自由で生き生きとした教育体験の創造を目指そうとする運動が、この大正時代に、折からの大正デモクラシーの風潮を追い風にして広まった。
19世紀までの教師教授者中心の注入主義の教育を旧教育と呼び、運動支持者の始めた子女・子ども中心主義の教育を新教育と呼んだ。大正初期から昭和初期にかけて、新しい教育の理想を掲げて新教育の学校の新設が相次いだ。戦間期の国内の状況を反映し、現在でもその斬新さは驚異的である。
この大正デモクラシーの時代に始まったものに、ほかに、鈴木三重吉らの『赤い鳥』、ドルトンプラン、生活綴方教育などがあり、その運動の絶頂期には、八大教育主張と銘打って出版社主宰の教育学術講演会も開かれ、当時の教育界のリーダーたちが自らの教育主張を展開した。

## 実践例

### 成城小学校の例
1917年に創立した成城小学校は、文部官僚だった澤柳政太郎が、新教育を施行する実験学校として設置した学校である。個性尊重を前面に打ち出し、1920年代のアメリカの小学校で実施されたドルトン・プランと呼ばれる指導法が日本で初めて導入された。
成城小学校の教育課程は、修身を低学年では実施しなかったこと、英語や数学を低学年から実施したこと、小学4年生以上で特別研究の授業が組み込まれたことに特徴があった。また国語科においては、綴方、読方、書方のほかに、「聴方」という独自の授業があった。
その後、成城小学校を抱える成城学園は幼稚園から旧制高等学校までの一貫教育後に男子学生は基本的に全員が東京帝国大学に進学することになったが、加藤一郎、前田陽一、森雅之、安原喜弘、山口晋平、斎藤眞、堀川直義、児玉三夫、柳谷謙介、中路雅弘、中埜肇、矢崎光圀、中野和仁、長瀬英男など当時の東大や京大では「一風変わった学生の集団」として東大など帝国大学に「新しい風」を吹き込んだ。

### 東京府立第五中学校の例

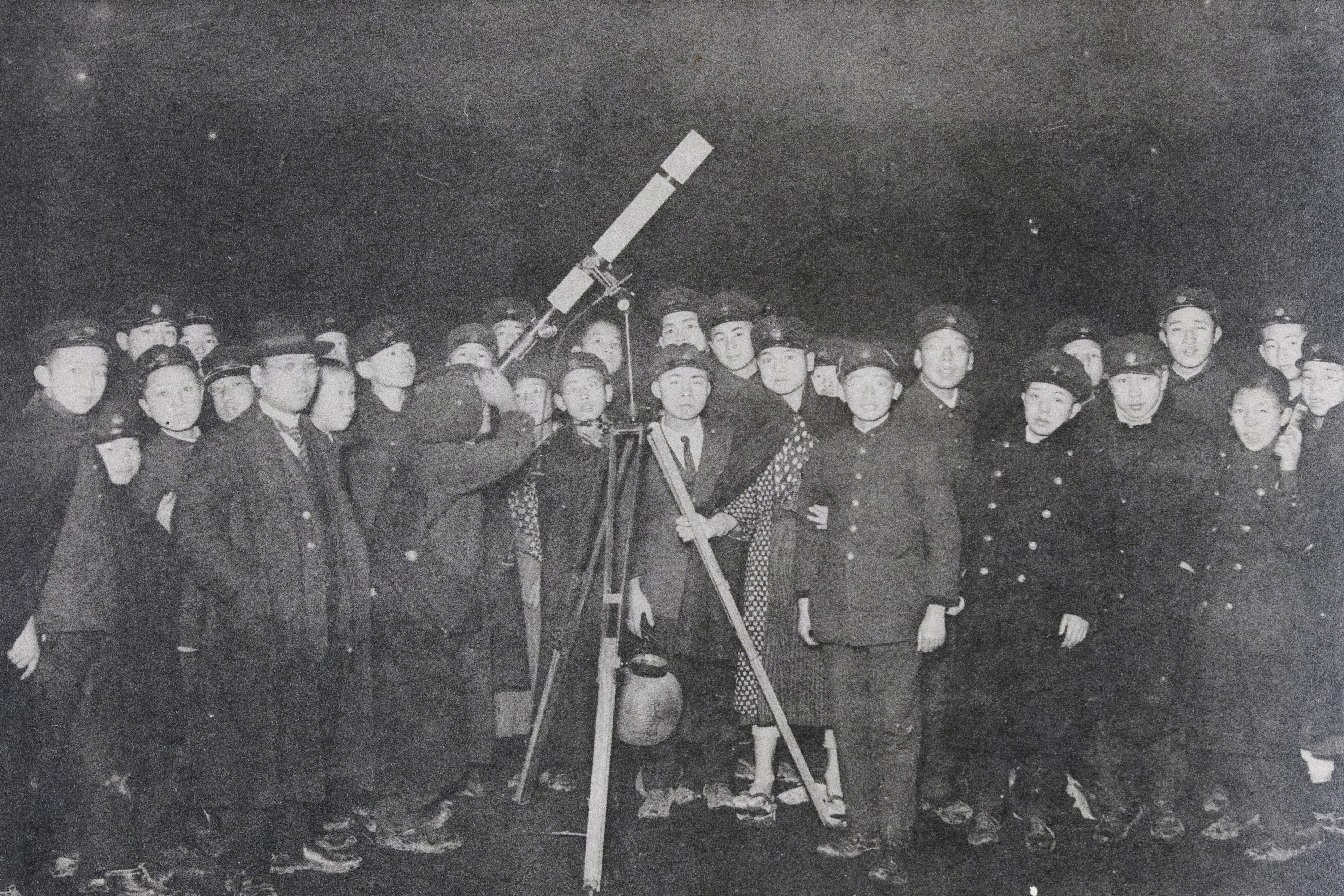
府立五中の天体観測の様子

1918年に創立した東京府立第五中学校（現・小石川中等教育学校） は、信州で新教育を実践してきた新進気鋭の自由主義教育者、伊藤長七を校長に迎え、官立学校でありながら、軍人や官僚の養成を主とせず、生徒の独創的な自己活動を最大限に尊重することを打ち出した。
画一主義の教育を排し、課外活動を教育の中心に据えたことに特徴があった。「立志・開拓・創作」の精神を掲げ、校内には、当時としては最高設備の化学実験室や、本格的な天体観測や気象観測を行う観測所が設けられた。授業は机上の一斉講義ではなく、生徒が自ら行う実験実習が主体とされた。伊藤長七の提案で創設された「転地修養隊」は、都会に暮らす生徒が、農村で人間生活を味わい、農作物の尊さを学ぶという、当時としては画期的な行事で、現在の農村体験の原型である。
自由と感動、独創性を披露する場として、中等教育機関としては初めて、対外に成果を発表する創作展示会（現・創作展）を開催した。今日、全国の中学校や高等学校で行われる文化祭の先駆けとなった。
また、男子しかいなかった旧制中学校に疑問を抱いていた伊藤は「男女共教」を説き、漢文教師として女性の栗山津彌を迎え入れた。これが、日本の中学校における初の女性教師であった。標準服には、自由と紳士の象徴として、中学で初めて背広とネクタイが採用された。

### 文化学院の例
1921年4月25日創立
西村伊作、与謝野晶子、与謝野鉄幹、石井柏亭らによって創設され、当時の中学校令や高等女学校令に縛られず、各種学校として認可を取り、一流人たちによる芸術・学問の教育を行う快活で自由な学校を目指して開校。日本で初めての男女平等教育を実施、共学を実現した。日本文化のみならず、キリスト教精神や西洋文化的教育が盛んに行われ、教員に多くの西洋人を招いた。創立当時から制服はなく、和服より洋服を推奨し、当時では珍しく、生徒のほとんどが洋服を着ていた。しかし、この教育が後に戦時体制となった国により、弾圧を受けることになった。

### 東京女子高等師範学校の例
東京女子高等師範学校（現・お茶の水女子大学）では、1920年代にかけて北澤種一の指導のもと、大正自由教育の理念に基づく実験的な初等教育実践が展開された。特に附属小学校では、自由遊戯や作業教育の導入を通じて、児童の自発性・協同性を重視した教育が実施されていた。
この実践の一翼を担ったのが、同校の助教授・訓導であった藤山快隆である。藤山は1925年に著した『趣味の體操教授』において、体操を児童の「趣味的活動」、すなわち内発的動機と目的性に基づく教育活動と位置づけ、反復訓練によらない創造的身体活動の重要性を説いた。また、同年に発表した論文「自由遊戯の指導」では、遊戯を「教育全般の方法」と位置づけ、遊戯を通じた人格形成や社会性育成の重要性を強調している。
さらに藤山は、1924年に日本を訪れたヘレン・パーカーストのドルトン・プラン講演に参加し、その記録『パーカースト女史講演の大要』を執筆している。その中で藤山は、ドルトン・プランの核心を「学校生活の社会化」にあるとし、「実験室」の設置や学習細目の協同編成を通じた学校改革の必要性に言及していた。

## 新設された学校
棒線の次の人名は、その創始者である。

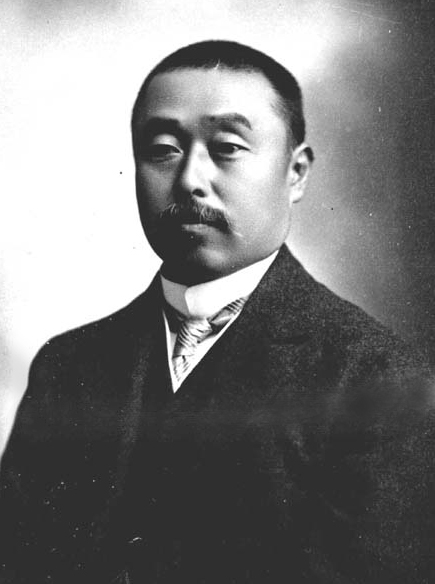
成城小学校の初代校長である澤柳政太郎の肖像

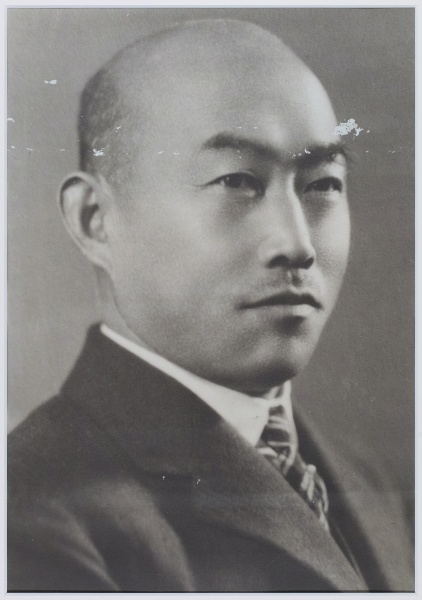
府立五中（現・小石川中等教育学校）の初代校長である伊藤長七の肖像

- 横浜高等工業学校・神奈川県立商工実習学校 - 鈴木達治
- 東京府立第五中学校 - 伊藤長七
- 日本済美学校 - 今井恒郎
- 成蹊小学校 - 中村春二
- 帝国小学校 - 西山哲治
- 成城小学校 - 澤柳政太郎
- 明星学園 - 赤井米吉
- 玉川学園 - 小原國芳
- 和光学園
- 池袋児童の村小学校 - 野口援太郎
- 芦屋児童の村小学校 - 桜井祐男
- 雲雀岡児童の村小学校 - 上田庄三郎
- 帝塚山学院小学校
- 文化学院 - 西村伊作、与謝野晶子、与謝野鉄幹、石井柏亭
- 文化学園 - 並木伊三郎
- 自由学園 - 羽仁もと子・羽仁吉一
- 市川中学校 - 古賀米吉
- 興亜工業大学（千葉工業大学） - 東久邇宮稔彦王・永野修身・小原國芳等

## 代表的な公立学校
- 明石女子師範附属小学校
- 奈良女子師範附属小学校
- 広島県西條尋常高等小学校
- 千葉師範附属小学校